# Yassir al-Taifi
Yassir al-Taifi (arabe : ياسر الطائفي), né le 10 mai 1971 en Arabie saoudite, est un joueur de football international saoudien qui évoluait au poste de défenseur.

## Biographie

### Carrière en sélection
Yassir al-Taifi joue en équipe d'Arabie saoudite entre 1993 et 1995[réf. nécessaire].
Il participe avec l'équipe d'Arabie saoudite à la Coupe du monde de 1994. Lors du mondial organisé aux États-Unis, il ne joue aucun match.